# Ernst Ludwig (Hessen-Darmstadt, Großherzog)

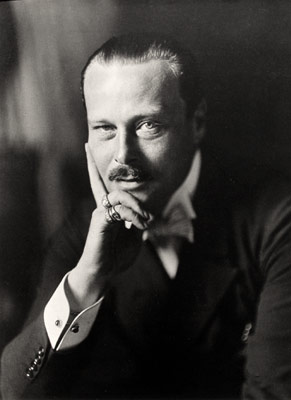
Ernst Ludwig von Hessen (1905)

Ernst Ludwig Karl Albrecht Wilhelm von Hessen und bei Rhein (* 25. November 1868 in Darmstadt; † 9. Oktober 1937 in Schloss Wolfsgarten bei Langen) war von 1892 bis 1918 der letzte Großherzog von Hessen.

## Biographie

### Kindheit und Jugend

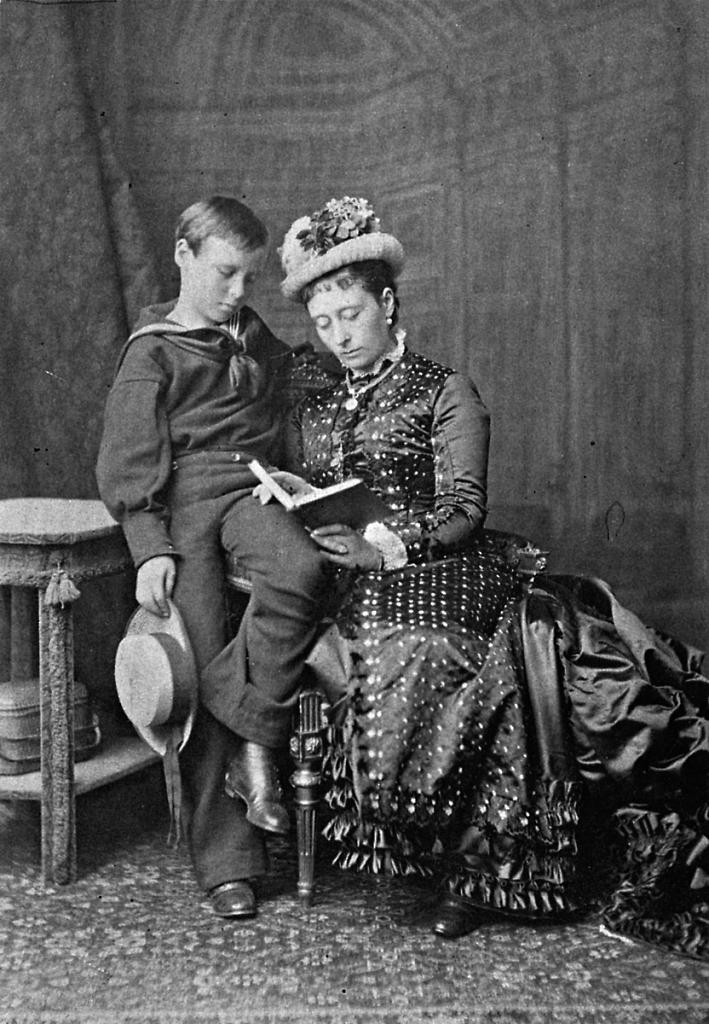
Ernst Ludwig mit seiner Mutter Alice vor 1877

Ernst Ludwig entstammte der jüngsten Linie des Hauses Hessen. Seine Eltern waren Großherzog Ludwig IV. und dessen Frau Alice von Großbritannien und Irland. Seine Großeltern mütterlicherseits waren die britische Königin Victoria und Prinz Albert von Sachsen-Coburg und Gotha.
Ernst Ludwig, von der Familie „Ernie“ genannt, wuchs mit seinen Geschwistern Viktoria, Elisabeth, Irene, Friedrich, Alix und Marie in Darmstadt auf.
Großherzogin Alice war karitativ tätig und nahm ihre Kinder mit zu Besuchen in Krankenhäusern und zu Wohltätigkeitsorganisationen.

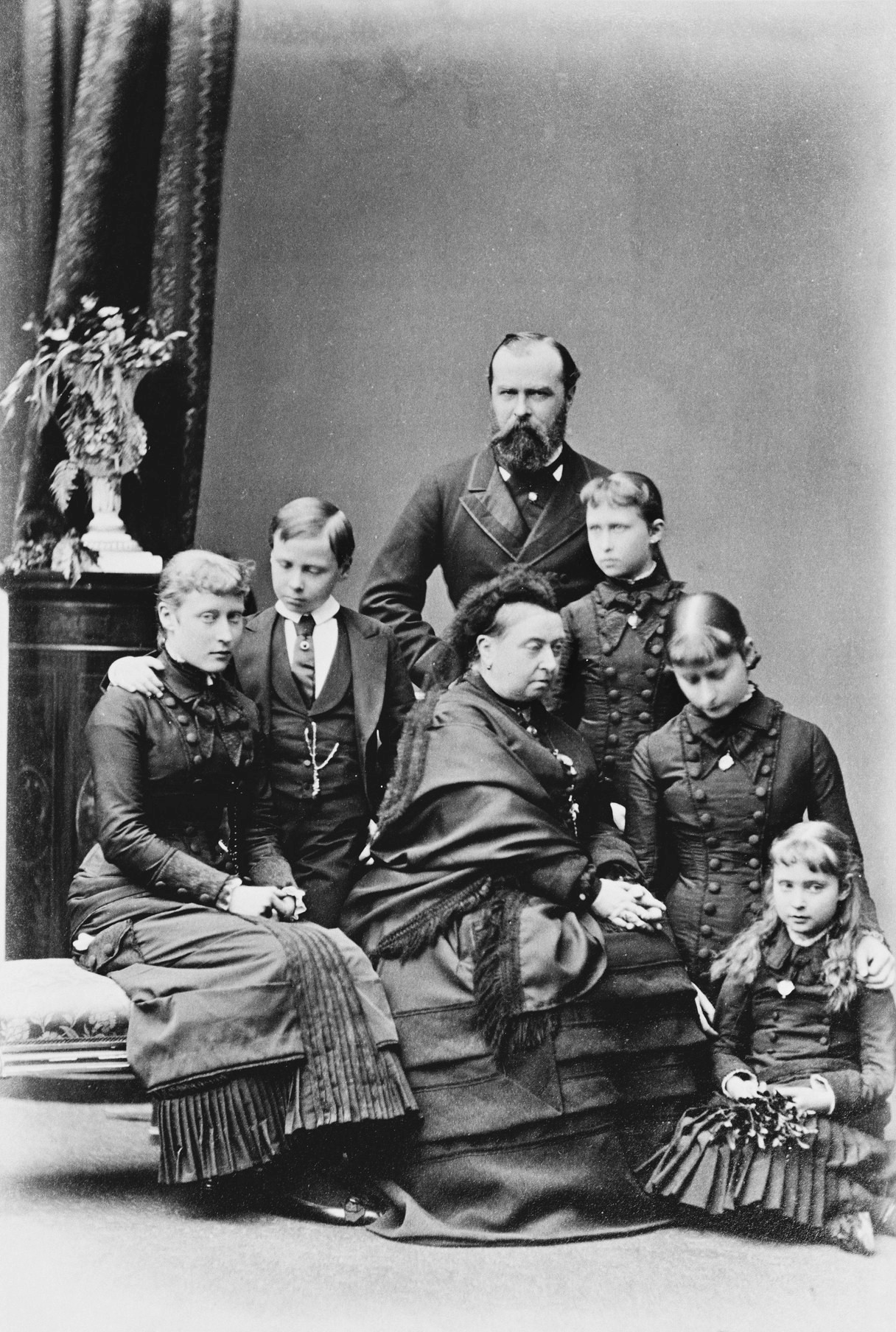
Ernst Ludwig im Feb. 1879 mit seiner Großmutter Victoria, seinem Vater Ludwig IV. und seinen Schwestern Viktoria, Elisabeth, Irene und Alix

Im Jahr 1873 erlebte der damals Fünfjährige den Tod seines jüngeren Bruders Friedrich „Frittie“ aus unmittelbarer Nähe mit. Die Jungen hatten ein Spiel gespielt, als Friedrich, der an Hämophilie litt, durch ein Fenster auf den dreißig Meter tiefer gelegenen Balkon fiel. Ernst Ludwig war untröstlich und sagte zu seiner Gouvernante: „Wenn ich sterbe, müssen auch Sie und alle anderen sterben. Warum können wir nicht alle zusammen sterben? Ich möchte nicht allein sterben, wie Frittie.“
Ludwig IV. hatte großen Wert gelegt, dass seine Kinder Schlittschuhlaufen lernen. Im März 1875 brach Ernst Ludwig auf dem Kranichsteiner Teich auf dünnem Eis ein und wurde von Leibwächtern gerettet.
1878 grassierte in Darmstadt die Diphtherie. Ernst Ludwig, sein Vater und seine Geschwister, mit Ausnahme von Elisabeth, die sich bei den Großeltern väterlicherseits aufhielt, steckten sich an. Großherzogin Alice pflegte ihre Kinder und ihren Ehemann. Die jüngste Tochter Marie starb an den Folgen der Erkrankung am 16. November. Alice hielt Maries Tod für einige Wochen vor ihren Kindern geheim, bis Ernst Ludwig, der ein inniges Verhältnis zu seiner Schwester hatte, nach ihr fragte. Als sie Maries Tod offenbarte, war er von Trauer überwältigt. Alice tröstete ihren trauernden Sohn und steckte sich so bei ihm an. Durch die Erkrankung und die Trauer starb die Großherzogin erst fünfunddreißigjährig am 14. Dezember 1878.
Nach den Ereignissen wuchsen Ernst Ludwig und seine Schwestern größtenteils bei der Großmutter Königin Victoria in England auf, die sich ihrer Enkel annahm.

### Ehen und Familie

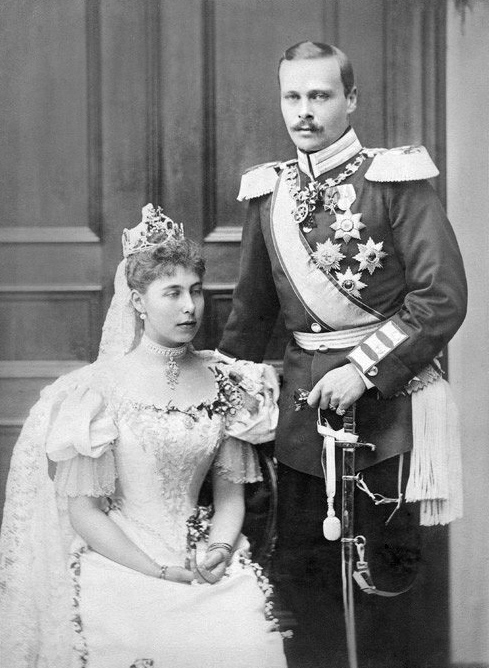
Ernst Ludwig und Victoria Melita am Tag ihrer Hochzeit, 1894

Am 19. April 1894 heiratete Ernst Ludwig auf Schloss Ehrenburg in Coburg seine Cousine Victoria Melita von Edinburgh (1876–1936), genannt Ducky, die Tochter seines Onkels Herzog Alfred von Sachsen-Coburg und Gotha und Maria Alexandrowna Romanowa. Der Weg zur Ehe wurde maßgeblich von Königin Victoria geebnet, die von einer Verbindung zwischen ihren beiden Enkeln sehr angetan war. Auch seitens der Familie der Braut wurde die Heirat begrüßt. Ernst Ludwig und Victoria Melita hielten weniger von dem Vorhaben, fügten sich dann aber auf Druck der Familie. Auf der Hochzeit verlobte sich Ernst Ludwigs jüngere Schwester Alix mit dem späteren russischen Zaren Nikolaus II.
1895 wurde das erste Kind, Tochter Elisabeth, geboren. Im Jahr 1900 brachte Victoria Melita einen totgeborenen Sohn zur Welt.
Victoria Melita, die als unkonventionell galt, gab während ihrer Ehe mit Ernst Ludwig häufig Hauspartys, bei denen auf Formalitäten verzichtet wurde, um sich ausgelassener amüsieren zu können. Ein Cousin, Prinz Nikolaus von Griechenland, erinnerte sich später an einen Aufenthalt bei ihnen „als die lustigste, fröhlichste Hausparty, auf der ich je in meinem Leben gewesen bin.“ Diese Vergnügungen entsprachen eher Victoria Melitas Neigungen und verdeutlichten die unterschiedlichen Charaktere und Temperamente der Eheleute. Aufgrund dieser Unterschiede wurde die Ehe zunehmend unglücklicher. Hinzu kam, dass Victoria Melita keine Erfüllung in ihrer Rolle als Landesmutter fand und es vermied, den entsprechenden Tätigkeiten ihrer Position nachzugehen. Sie ließ die Korrespondenz unbeantwortet und schob Besuche bei älteren Verwandten, deren Gesellschaft sie nichts abgewinnen konnte, auf. Bei offiziellen Anlässen ignorierte sie Leute hohen Ranges, die sie als langweilig empfand, und sprach nur mit Menschen, die sie mochte und die sie unterhielten. Ihre Unaufmerksamkeit gegenüber ihren Pflichten löste weitere Spannungen mit ihrem Ehemann aus. Es kam zu lautstarken Streitereien, die manchmal auch körperlich wurden.

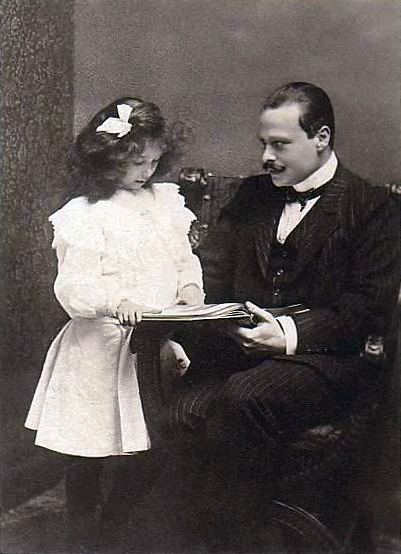
Ernst Ludwig mit seiner Tochter Elisabeth, ca. 1901

Über George William Buchanan, den britischen Geschäftsträger in Darmstadt, hörte Königin Victoria von den Schwierigkeiten in der Ehe, doch zog sie aufgrund der gemeinsamen Tochter Elisabeth eine Scheidung nicht in Betracht. Auch Ernst Ludwig hielt sich aus diesem Grund mit Scheidungsplänen zurück. Bemühungen, die Ehe zu retten, scheiterten. Nach der Totgeburt des Sohnes im Mai 1900 trennte sich das Paar nicht nur räumlich voneinander, Victoria Melita verreiste vermehrt und Ernst Ludwig verbrachte viel Zeit mit seiner Tochter Elisabeth. Diese entwickelte zu dieser Zeit eine enge Bindung zu Ernst Ludwig, der seine Tochter verehrte und ihr viel Zuneigung und Aufmerksamkeit schenkte. Das Kind erwiderte dies und zog ihren Vater der Mutter vor. Inzwischen verbrachte Victoria Melita einen Großteil des Jahres in Südfrankreich und gab Unsummen in den Casinos von Monte Carlo aus. Mit Königin Victorias Tod im Januar 1901 wurde die Opposition gegen eine Scheidung beendet. Kaiser Wilhelm II. erfuhr von seinem Bruder Prinz Heinrich von den Scheidungsplänen und ihrer Ursache. Er war empört, nicht so sehr über Ernst Ludwigs Homosexualität, sondern vielmehr darüber, dass dieser trotz seiner Veranlagung geheiratet hatte, und dass er jetzt, statt sich damit zu arrangieren, durch seine Scheidung die Institution der Ehe in Misskredit bringe. Ernst Ludwig und Victoria Melita wurden am 21. Dezember 1901 wegen „unbesiegbarer gegenseitiger Antipathie“ durch ein Urteil des Obersten Gerichtshofs von Hessen geschieden.
Nach Gerüchten in Darmstadt soll Ernst Ludwig außereheliche Verhältnisse mit Frauen und Männern unterhalten haben. Nach der Scheidung soll Victoria Melita einigen nahen Verwandten mitgeteilt haben, dass er homosexuell sei. Sie habe ihren Mann mit einem männlichen Bediensteten im Bett erwischt, als sie 1897 von einem Besuch ihrer Schwester Königin Marie von Rumänien zurückkehrte. Sie machte ihre Anschuldigung nicht öffentlich, sagte aber zu einer Nichte, dass „kein Junge in Sicherheit sei, von den Stallburschen bis zur Küchenhilfe. Er schlief ganz offen mit ihnen allen.“
Elisabeth blieb nach der Scheidung in der Obhut ihres Vaters, der sich ihr nun ganz widmete und sich um ihre Erziehung kümmerte. Ernst Ludwig beauftragte 1902 den österreichischen Architekten Joseph Maria Olbrich mit dem Bau des sogenannten Prinzessinnenhauses, eines Spielhauses im Park von Schloss Wolfsgarten, das ganz nach den Bedürfnissen eines Kindes eingerichtet ist. Dieses existiert noch heute.
Im Herbst 1903 heiratete Ernst Ludwigs Nichte Prinzessin Alice von Battenberg in Darmstadt Prinz Andreas von Griechenland. An den Feierlichkeiten nahmen auch seine Schwester Alix und ihr Ehemann Nikolaus teil, die ihn und Elisabeth einluden, sie nach Polen auf deren Jagdschloss in Skierniewice zu begleiten. Ernst Ludwig und Elisabeth reisten einige Tage später nach Polen und planten einen längeren Aufenthalt. Elisabeth verbrachte viel Zeit mit ihren russischen Cousinen und schien guter Gesundheit zu sein. Am Morgen des 15. Novembers klagte sie über Halsschmerzen, die jedoch im Laufe des Tages wieder abklangen. Da es Elisabeth besser ging, besuchten Ernst Ludwig und das Kaiserpaar am Abend eine Theateraufführung. Nach ihrer Rückkehr ging es Elisabeth jedoch zusehends schlechter, sie hatte Brustschmerzen und Atembeschwerden und wurde bewusstlos. Herbeigerufene Ärzte diagnostizierten Typhus, woran Elisabeth am 16. November 1903 mit acht Jahren um sieben Uhr morgens verstarb.

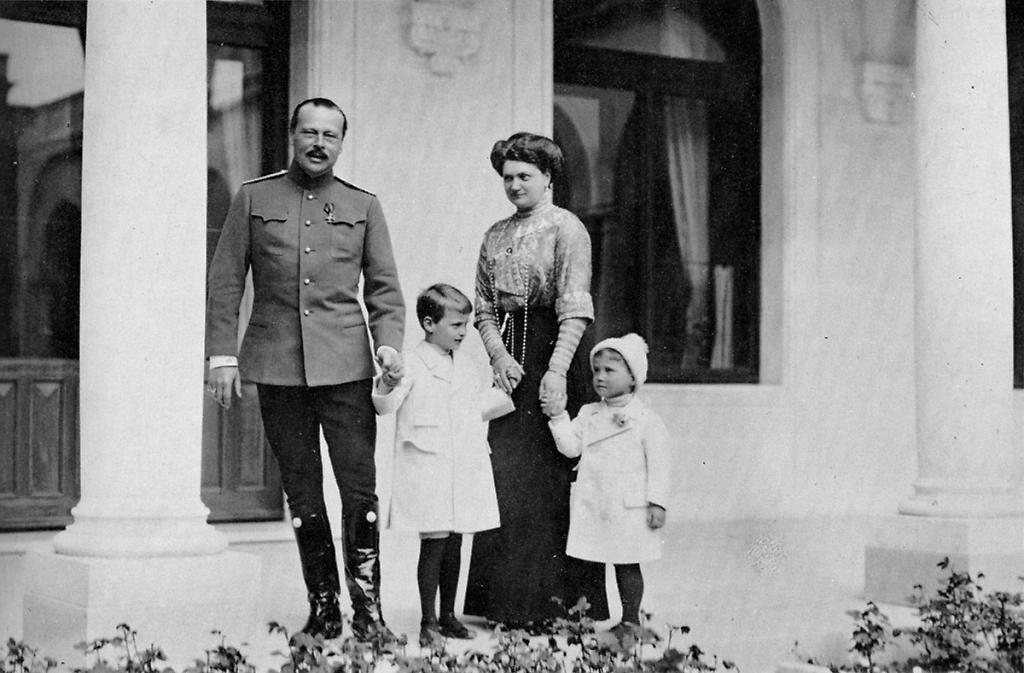
Ernst Ludwig und seine Familie im Liwadija-Palast auf der Krim im Frühjahr 1912

In ihrer letzten Handlung als Eltern begleiteten Ernst Ludwig und die nachgereiste Victoria Melita den Sarg ihrer verstorbenen Tochter zurück nach Darmstadt. Dort fand am 19. November 1903 ein Trauerzug auf die Rosenhöhe statt, wo die kleine Prinzessin beerdigt wurde. Der Bildhauer Ludwig Habich schuf eine Engelsfigur, die das Grab bewacht. Ernst Ludwig konnte den Tod seines Kindes nie ganz verwinden. Mehr als dreißig Jahre später erklärte der noch immer trauernde Vater, wie die Stunden des Trauerzuges ihm in Erinnerung geblieben waren. „Meine liebste Elisabeth war mein einziger Sonnenschein“, sagte er.
Nach dem Tod seiner Tochter pflegte Ernst Ludwig die Förderung und den Ausbau der Darmstädter Künstlerkolonie, die er bereits 1899 gegründet hatte. Durch sein Mäzenatentum wurde Darmstadt zu einem Treffpunkt wichtiger Architekten, Bildhauer, Künstler und Handwerker und zur deutschen Hauptstadt des Jugendstils. Im selben Jahr begegnete er auch seiner zweiten Frau Eleonore zu Solms-Hohensolms-Lich (1871–1937), die er am 2. Februar 1905 heiratete. Die Ehe galt als ausgesprochen glücklich. Eleonore wurde als loyal und warmherzig beschrieben. Sie erfüllte die Aufgaben ihrer Rolle mit Ernsthaftigkeit, folgte dem Beispiel ihrer Schwiegermutter Alice und wurde karitativ tätig, indem sie beispielsweise im Ersten Weltkrieg Krankentransporte für Verwundete organisierte und Wohltätigkeitsbasare veranstaltete. Aus der Ehe gingen der 1906 geborene Erbgroßherzog Georg Donatus sowie dessen Bruder Ludwig (1908–1968) hervor. Die großherzogliche Familie genoss zu dieser Zeit außerordentliche Popularität.
Im Monat nach seinem Tod im Oktober 1937 starben bei einem Flugzeugunglück nahe Ostende seine Frau und sein Sohn Georg Donatus sowie dessen Gattin Cecilia mit den Kindern Ludwig und Alexander. Sie alle sind in einer Gemeinschaftsgrabstätte im Park Rosenhöhe in Darmstadt begraben.

### Haus Hessen-Darmstadt

#### Vorfahren
| Ahnentafel Großherzog Ernst Ludwig von Hessen und bei Rhein  | Ahnentafel Großherzog Ernst Ludwig von Hessen und bei Rhein                                                                | Ahnentafel Großherzog Ernst Ludwig von Hessen und bei Rhein                                                       | Ahnentafel Großherzog Ernst Ludwig von Hessen und bei Rhein                                                       | Ahnentafel Großherzog Ernst Ludwig von Hessen und bei Rhein                                                       | Ahnentafel Großherzog Ernst Ludwig von Hessen und bei Rhein                                                       | Ahnentafel Großherzog Ernst Ludwig von Hessen und bei Rhein                                                       | Ahnentafel Großherzog Ernst Ludwig von Hessen und bei Rhein                                                             | Ahnentafel Großherzog Ernst Ludwig von Hessen und bei Rhein                                                       |

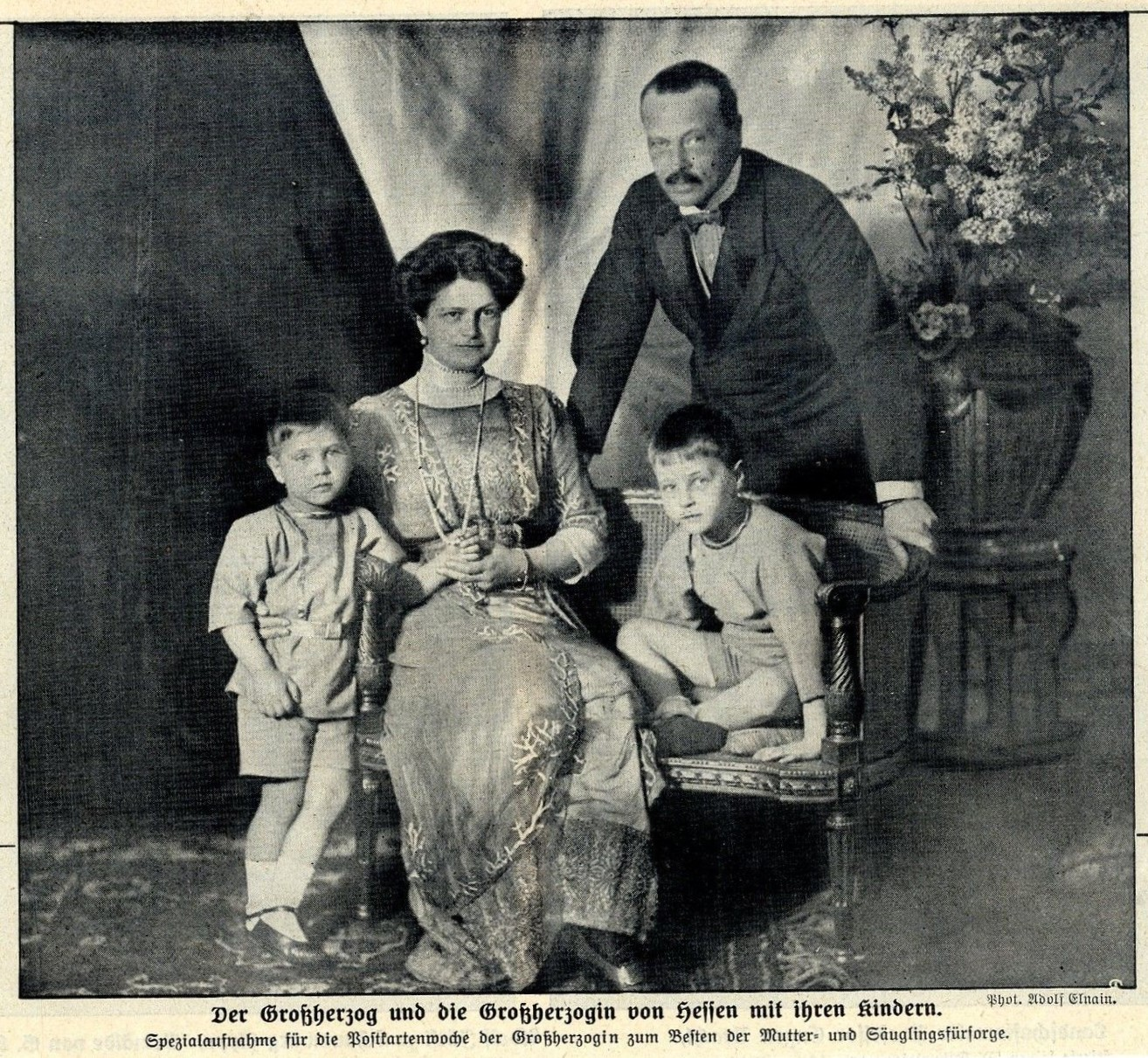
Der Großherzog und die Großherzogin von Hessen mit ihren Kindern, 1912

| ------------------------------------------------------------ | --- | --- | --- | --- | --- | --- | --- | --- |
| Ururgroßeltern                                               | Großherzog Ludwig I. von Hessen und bei Rhein (1753–1830) ⚭ 1777 Luise Henriette Karoline von Hessen-Darmstadt (1761–1829) | Karl Ludwig von Baden (1755–1801) ⚭ 1774 Amalie von Hessen-Darmstadt (1754–1832)                                  | Landgraf Friedrich V. von Hessen-Homburg (1748–1820) ⚭ 1785 Karoline von Hessen-Darmstadt (1746–1821)             | König Friedrich Wilhelm II. von Preußen (1744–1797) ⚭ 1769 Friederike von Hessen-Darmstadt (1751–1805)            | Herzog Franz von Sachsen-Coburg-Saalfeld (1750–1806) ⚭ 1777 Gräfin Auguste Reuß zu Ebersdorf (1757–1831)          | Herzog August von Sachsen-Gotha-Altenburg (1772–1822) ⚭ 1797 Luise Charlotte zu Mecklenburg (1779–1801)           | König Georg III. von Großbritannien und Irland (1738–1820) ⚭ 1761 Sophie Charlotte von Mecklenburg-Strelitz (1744–1818) | Herzog Franz von Sachsen-Coburg-Saalfeld (1750–1806) ⚭ 1777 Gräfin Auguste Reuß zu Ebersdorf (1757–1831)          |
| Urgroßeltern                                                 | Großherzog Ludwig II. von Hessen und bei Rhein (1777–1848) ⚭ 1804 Wilhelmine von Baden (1788–1836)                         | Großherzog Ludwig II. von Hessen und bei Rhein (1777–1848) ⚭ 1804 Wilhelmine von Baden (1788–1836)                | Wilhelm von Preußen (1783–1851) ⚭ 1804 Maria Anna Amalie von Hessen-Homburg (1785–1846)                           | Wilhelm von Preußen (1783–1851) ⚭ 1804 Maria Anna Amalie von Hessen-Homburg (1785–1846)                           | Herzog Ernst I. von Sachsen-Coburg und Gotha (1784–1844) ⚭ 1817 Luise von Sachsen-Gotha-Altenburg (1800–1831)     | Herzog Ernst I. von Sachsen-Coburg und Gotha (1784–1844) ⚭ 1817 Luise von Sachsen-Gotha-Altenburg (1800–1831)     | Edward Augustus, Duke of Kent and Strathearn (1767–1820) ⚭ 1818 Victoire von Sachsen-Coburg-Saalfeld (1786–1861)        | Edward Augustus, Duke of Kent and Strathearn (1767–1820) ⚭ 1818 Victoire von Sachsen-Coburg-Saalfeld (1786–1861)  |
| Großeltern                                                   | Karl von Hessen-Darmstadt (1809–1877) ⚭ 1836 Elisabeth von Preußen (1815–1885)                                             | Karl von Hessen-Darmstadt (1809–1877) ⚭ 1836 Elisabeth von Preußen (1815–1885)                                    | Karl von Hessen-Darmstadt (1809–1877) ⚭ 1836 Elisabeth von Preußen (1815–1885)                                    | Karl von Hessen-Darmstadt (1809–1877) ⚭ 1836 Elisabeth von Preußen (1815–1885)                                    | Albert von Sachsen-Coburg und Gotha (1819–1861) ⚭ 1840 Königin Victoria von Großbritannien und Irland (1819–1901) | Albert von Sachsen-Coburg und Gotha (1819–1861) ⚭ 1840 Königin Victoria von Großbritannien und Irland (1819–1901) | Albert von Sachsen-Coburg und Gotha (1819–1861) ⚭ 1840 Königin Victoria von Großbritannien und Irland (1819–1901)       | Albert von Sachsen-Coburg und Gotha (1819–1861) ⚭ 1840 Königin Victoria von Großbritannien und Irland (1819–1901) |
| Eltern                                                       | Großherzog Ludwig IV. von Hessen und bei Rhein (1837–1892) ⚭ 1862 Alice von Großbritannien und Irland (1843–1878)          | Großherzog Ludwig IV. von Hessen und bei Rhein (1837–1892) ⚭ 1862 Alice von Großbritannien und Irland (1843–1878) | Großherzog Ludwig IV. von Hessen und bei Rhein (1837–1892) ⚭ 1862 Alice von Großbritannien und Irland (1843–1878) | Großherzog Ludwig IV. von Hessen und bei Rhein (1837–1892) ⚭ 1862 Alice von Großbritannien und Irland (1843–1878) | Großherzog Ludwig IV. von Hessen und bei Rhein (1837–1892) ⚭ 1862 Alice von Großbritannien und Irland (1843–1878) | Großherzog Ludwig IV. von Hessen und bei Rhein (1837–1892) ⚭ 1862 Alice von Großbritannien und Irland (1843–1878) | Großherzog Ludwig IV. von Hessen und bei Rhein (1837–1892) ⚭ 1862 Alice von Großbritannien und Irland (1843–1878)       | Großherzog Ludwig IV. von Hessen und bei Rhein (1837–1892) ⚭ 1862 Alice von Großbritannien und Irland (1843–1878) |
| Großherzog Ernst Ludwig von Hessen und bei Rhein (1868–1937) | | | | | | | | |

#### Nachkommen
Aus der Ehe mit Victoria Melita von Sachsen-Coburg und Gotha:
- Elisabeth Marie Alice Victoria (* 11. März 1895 in Darmstadt; † 16. November 1903 in Skierniewice)
- Totgeborener Sohn (*/† 25. Mai 1900)

Aus der Ehe mit Eleonore zu Solms-Hohensolms-Lich:
- Georg Donatus Wilhelm Nikolaus Eduard Heinrich Karl (* 8. November 1906 in Darmstadt; † 16. November 1937 bei Ostende)
- Ludwig Hermann Alexander Chlodwig (* 20. November 1908 in Darmstadt; † 30. Mai 1968 in Frankfurt am Main)

### Ausbildung

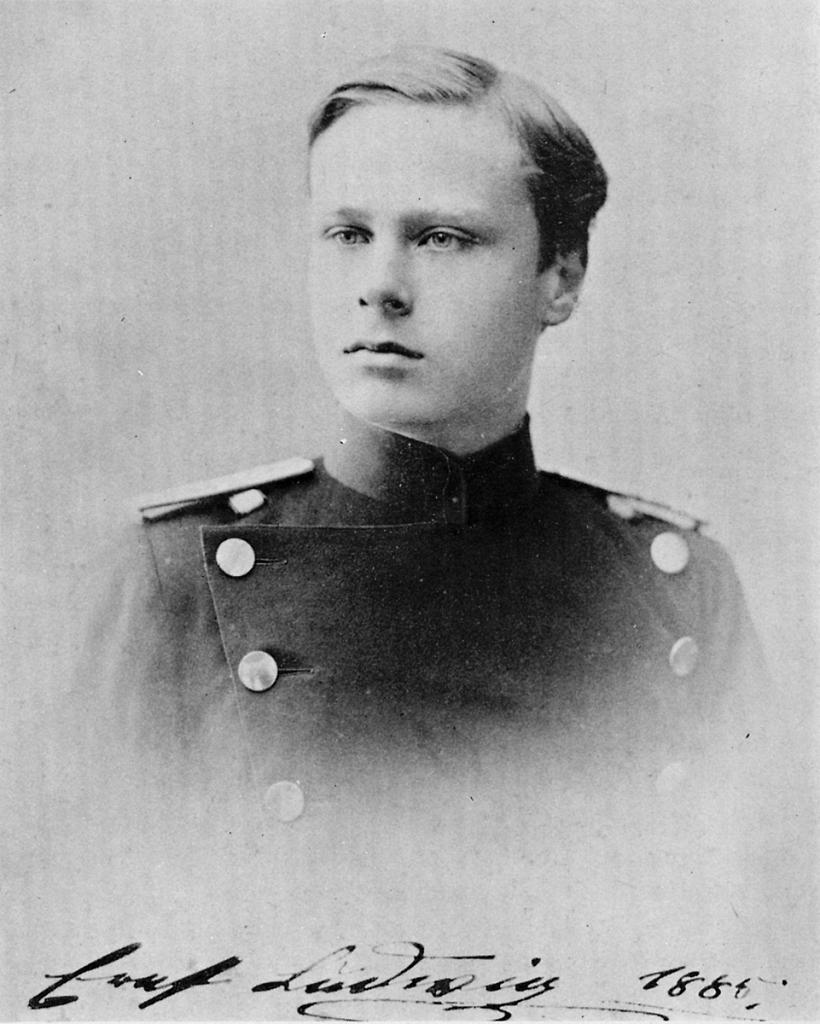
Ernst Ludwig im Jahr 1885 als Seconde-Leutnant

Für die Ausbildung des Prinzen Ernst Ludwig war zunächst Hans von Dadelsen und ab März 1879 Moritz Muther verantwortlich. Die Erzieher übernahmen auch die schulische Bildung. Diese erfolgte gemäß dem Lehrplan des Darmstädter Realgymnasiums. Diejenigen Fächer, die Moritz Muther nicht abdecken konnte, wurden von den Fachlehrern des Realgymnasiums abgedeckt. So gab der Rektor des Realgymnasiums, Ludwig Münch, das Fach Chemie. Der Musikunterricht wurde durch den Hofkapellmeister Willem de Haan erteilt.
Von Mai 1889 bis Sommer 1890 studierte er an der Universität Leipzig Rechtswissenschaften. Er wurde von Gustav Römheld begleitet, der später der Kabinettschef Ernst Ludwigs werden sollte. Zum Wintersemester 1890/91 wechselte er zur hessischen Landesuniversität Gießen, wo er im Frühjahr 1891 seine Studien beendete.

### Militärische Ränge
Wie für einen hohen Adligen üblich, schlug auch Ernst Ludwig eine militärische Laufbahn ein. Er erhielt eine Grundausbildung und wurde regelmäßig in höhere Dienstgrade befördert, ohne dass er eine nennenswerte militärische Tätigkeit ausgeübt hätte. Für die Zeit der Vorbereitung auf das Offiziersexamen ab 1888 in Berlin war ihm als militärischer Begleiter Hauptmann Maximilian von Schwartzkoppen (1850–1917) zugeteilt worden.

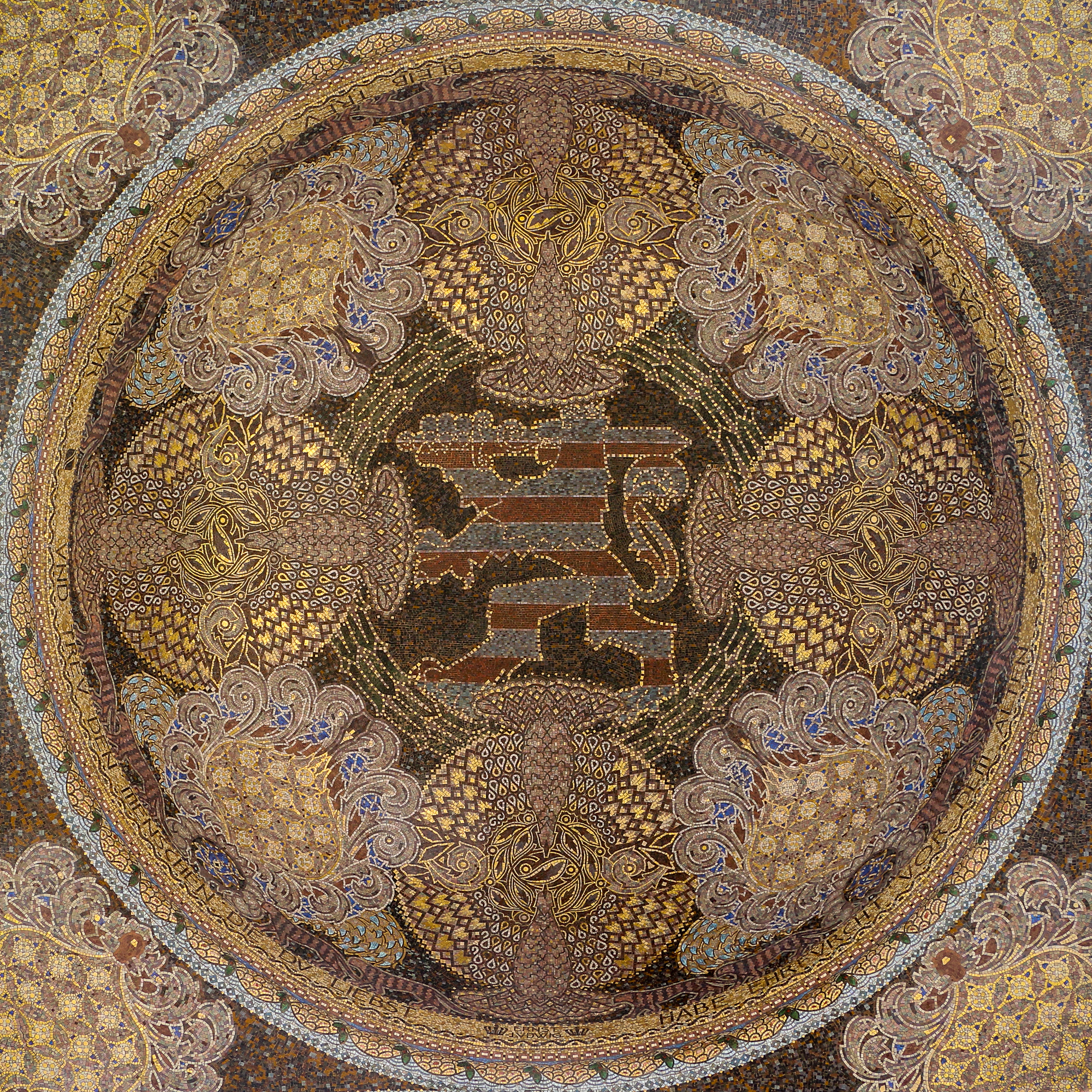
Mosaik auf der Mathildenhöhe mit einem Zitat des Großherzogs: „Habe Ehrfurcht vor dem Alten und Mut, das Neue frisch zu wagen, bleib treu der eigenen Natur und treu den Menschen, die du liebst“

| Datum             | Rang | Einheit |
| ----------------- | --- | --- |
| 09. Juni 1884     | Hessischer Sekondeleutnant à la suite                                                                     | 1. Großherzoglich Hessisches Infanterie-(Leibgarde-) Regiment Nr. 115                                                            |
| 21. April 1885    | Preußischer Sekondeleutnant à la suite                                                                    | 1. Großherzoglich Hessisches Infanterie-(Leibgarde-) Regiment Nr. 115                                                            |
| 16. August 1888   | Offiziersexamen in Berlin                                                                                 | 0 |
| 09. Dezember 1889 | Hessischer Premierleutnant à la suite                                                                     | 1. Großherzoglich Hessisches Infanterie-(Leibgarde-) Regiment Nr. 115                                                            |
| 01. April 1891    | Preußischer Premierleutnant                                                                               | 1. Garde-Regiment zu Fuß |
| 15. März 1892     | Inhaber des                                                                                               | Kaiserl. Russ. Dragoner-Regiments Nr. 18 „Kliastizy“                                                                             |
| 22. März 1892     | Preußischer Oberst à la suite                                                                             | 1. Garde-Regiment zu Fuß |
| 22. März 1892     | Hessischer Oberst à la suite                                                                              | 1. Großherzoglich Hessisches Infanterie-(Leibgarde-) Regiment Nr. 115                                                            |
| 25. November 1892 | Inhaber des                                                                                               | 1. Großherzoglich Hessisches Infanterie-(Leibgarde-) Regiment Nr. 115                                                            |
| 15. Mai 1893      | K.u.k. Oberösterreichisches Infanterie-Regiment „Ernst Ludwig Großherzog von Hessen und bei Rhein“ Nr. 14 | |
| 21. November 1893 | Inhaber des                                                                                               | Bayr. 5. Infanterie-Regiments „Großherzog Ernst Ludwig von Hessen und bei Rhein“                                                 |
| 19. April 1894    | Generalmajor à la suite                                                                                   | 1. Garde-Regiment zu Fuß |
| 18. August 1895   | Chef des                                                                                                  | 1. Großherzogliches Hessisches Garde-Dragoner-Regiment Nr. 23 und des Großherzogliches Hessischen Feldartillerie-Regiment Nr. 25 |
| 27. Januar 1896   | Generalleutnant à la suite                                                                                | |
| 27. Januar 1900   | General der Infanterie                                                                                    | |
| 16. Juni 1913     | Chef des                                                                                                  | Infanterie-Regiments „Graf Barfuß“ (4. Westfälisches) Nr. 17                                                                     |

### Politik

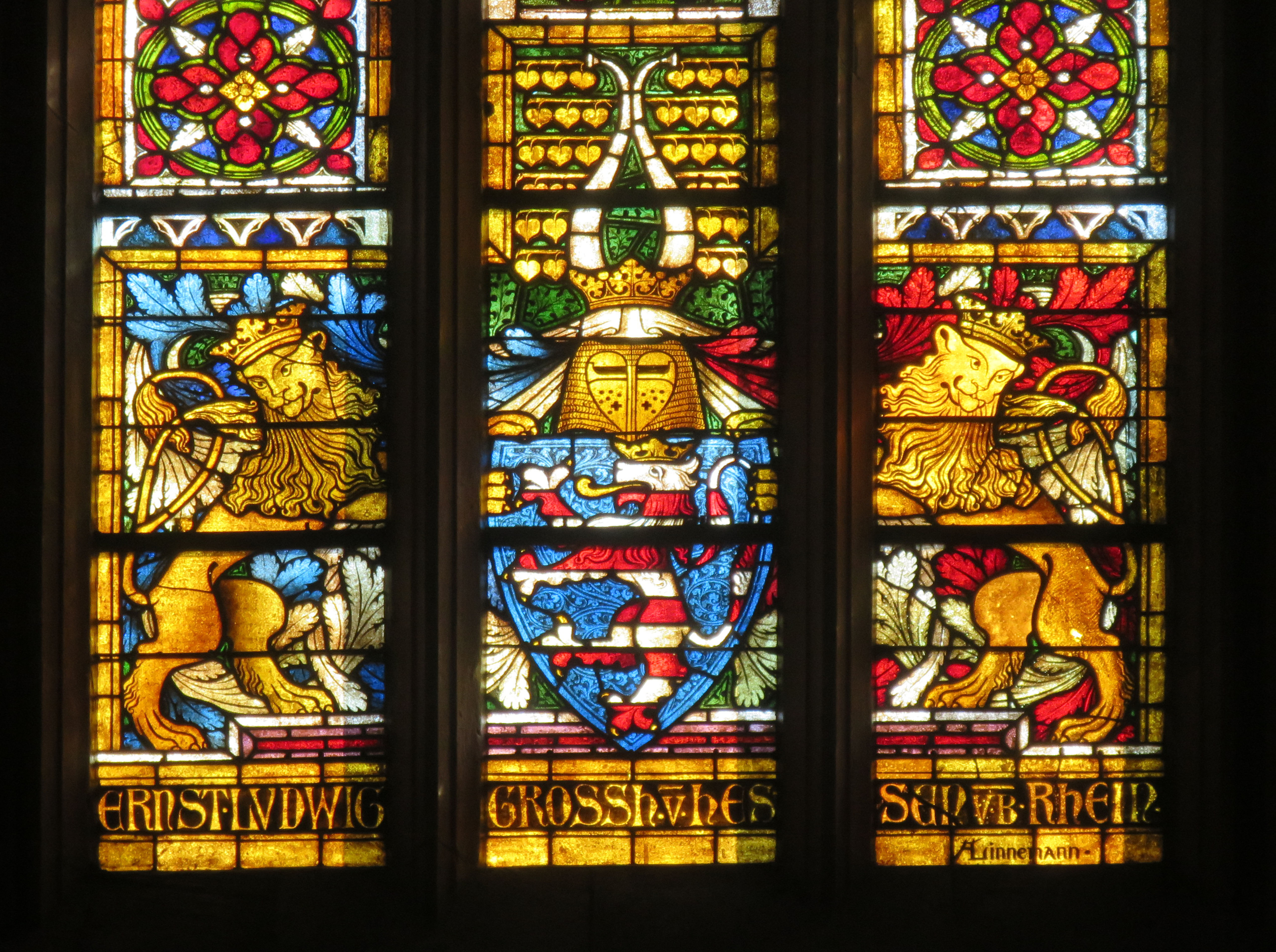
Ausschnitt aus einem von Ernst Ludwig gestifteten Fenster mit hessischem Wappen in der Stadtkirche Friedberg

1896 schloss Ernst Ludwig für die Hessische Ludwigsbahn mit Preußen einen Vertrag über eine Eisenbahngemeinschaft. Mit dem Ziel „Mein Hessenland blühe und in ihm die Kunst“ gründete Ernst Ludwig 1899 die Darmstädter Künstlerkolonie („Mathildenhöhe“) und förderte als Mäzen unter anderem die namhaften Künstler Peter Behrens, Hans Christiansen, Ludwig Habich, Bernhard Hoetger, Albin Müller und Joseph Maria Olbrich. 1901 fand die erste Ausstellung der Künstlerkolonie unter dem Titel Ein Dokument deutscher Kunst in Darmstadt statt. Drei weitere Ausstellungen folgten 1904, 1908 und 1914.

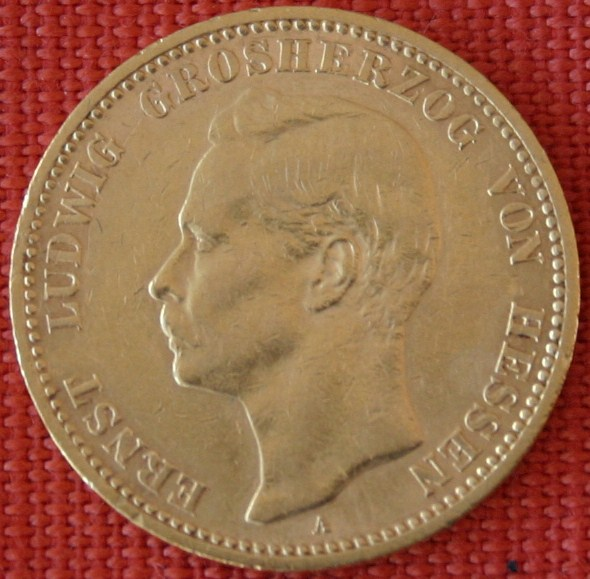
20 Mark aus dem Jahr 1900

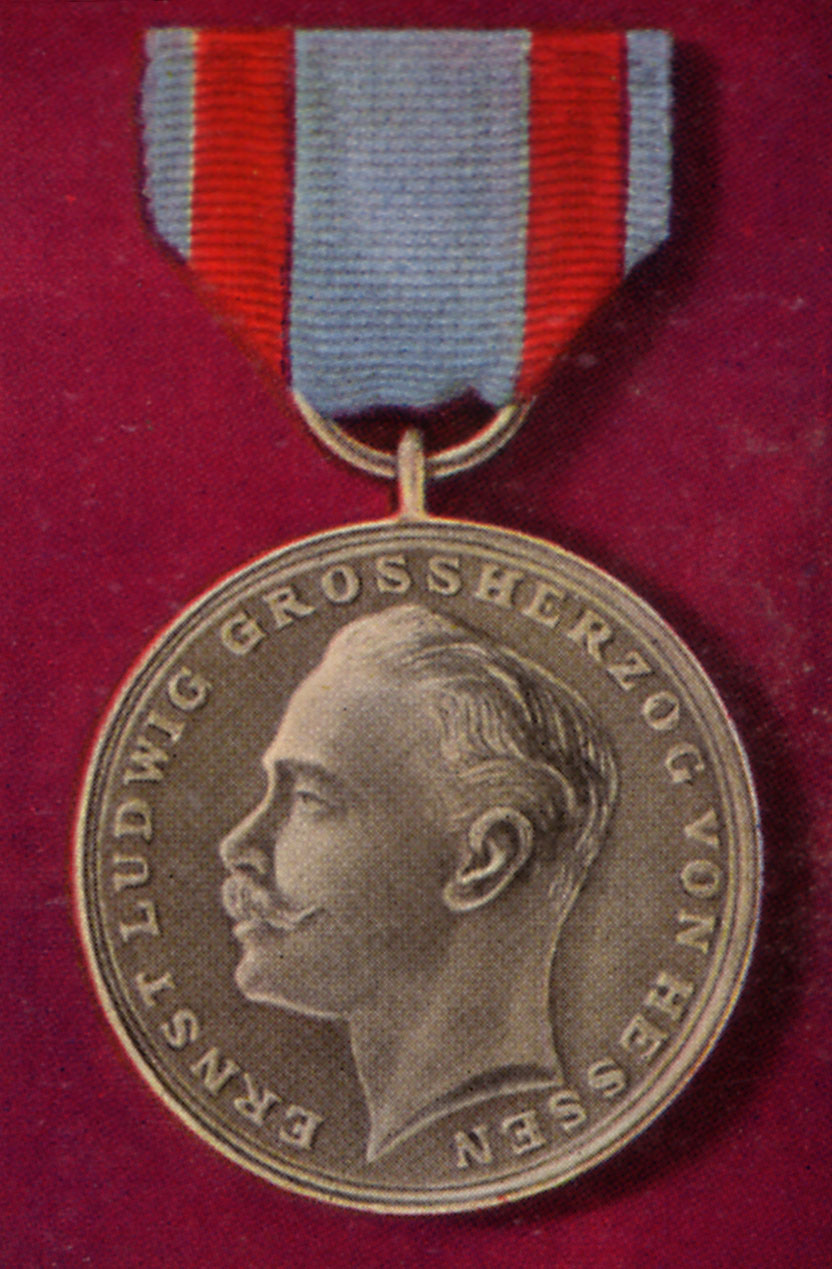
Allgemeines Ehrenzeichen mit dem Bild Ernst Ludwigs

Nach der Novemberrevolution 1918 weigerte er sich abzudanken und wurde daher vom Darmstädter Arbeiter- und Soldatenrat am 9. November 1918 abgesetzt. Hessen-Darmstadt wurde damit zum Volksstaat.

### Fürstenenteignung
Mit der Absetzung des Großherzogs bestand die Notwendigkeit, sein Privatvermögen vom Staatsvermögen zu trennen. Zwischen dem Volksstaat Hessen und dem Großherzog wurde hierzu am 9. Mai 1919 eine Vereinbarung getroffen. Die Prinzipien hierbei waren, dass die Domänen Staatseigentum werden sollten, dem großherzoglichen Haus hierfür jedoch eine Entschädigung zustand. Maßstab für die Entschädigung war nicht der Wert der Domänen, sondern die Höhe der Zivilliste abzüglich Staatsaufgaben (z. B. die Finanzierung des Hoftheaters), die der Monarch bisher daraus bestritten hatte. Als Abfindung wurde eine Abfindungssumme von 10 Millionen Mark festgelegt, die als Staatsanleihe mit 4 % Zinsen geleistet wurde, sowie eine Barzahlung von 900.000 Mark. Als Schatullgut wurden das Hoflager Seeheim, das Neue Palais und das Schloss Tarasp vereinbart. Die Domänen Hötensleben und Öbisfelde in Sachsen und Schloss und Domäne Fischbach in Schlesien verblieben ebenfalls als Schatullgut, da sie außerhalb Hessens lagen.
Reichsweit wurde die Behandlung der Vermögen der ehemaligen Herrscherhäuser kontrovers diskutiert. 1926 scheiterte eine Volksabstimmung, die die entschädigungslose Fürstenenteignung forderte. In anderen Ländern kam es zu landesrechtlichen Enteignungen, die (ein wegweisendes Urteil war das Urteil des Reichsgerichts vom 18. Juni 1925 bezüglich der Ansprüche der Herzöge von Sachsen-Gotha) aufgrund der Eigentumsgarantie in Artikel 153 der Weimarer Verfassung aufgehoben wurden.
In der Folge kam es zu erneuten Verhandlungen, die im Vertrag vom 6. Mai 1930 zwischen Land und Großherzog endeten. In diesem Vertrag wurden die Regelungen von 1919 weitgehend bestätigt und die Entschädigungssumme (vor allem im Hinblick auf die Inflation) auf 8 Millionen Goldmark festgesetzt. 1934 wurde die Regelung (mit der einzigen Änderung, dass das Eigentum Ernst Ludwigs an Schloss Romrod in ein lebenslanges Wohnrecht geändert wurde) per Landesgesetz final festgeschrieben.

### Entlarvung der falschen Zarentochter
Ernst Ludwig sollte in der Anna-Anderson-Affäre noch eine wichtige Rolle spielen; es ging um die Identifizierung der angeblichen Zarentochter Anastasia.
Am 17. Februar 1920 wurde eine junge Frau nach einem Selbstmordversuch aus dem Berliner Landwehrkanal gezogen und als „Fräulein Unbekannt“ in die Nervenheilanstalt Dalldorf eingewiesen. Sie galt als selbstmordgefährdet und konnte keine Angaben zu Identität, Wohnort oder Familie machen. Nach fast zwei Jahren Aufenthalt in Dalldorf tauchte das Gerücht auf, sie sei eine Tochter des Zaren und habe das Massaker an ihrer Familie im Juli 1918 überlebt. Auf dem Umschlagbild einer Zeitschrift, die im Krankenzimmer auslag, war ein Foto der Zarenfamilie abgebildet. Eine der Pflegerinnen bemerkte, dass „Fräulein Unbekannt“ Ähnlichkeit mit den Töchtern des Zaren hätte, woraufhin diese „zugab“, tatsächlich eine davon zu sein. 
Klara Peuthert, ebenfalls Patientin der Nervenheilanstalt Dalldorf, schickte Briefe an verschiedene russische Emigranten mit der Nachricht, eine Zarentochter befände sich in der Anstalt. Auch Ernst Ludwig erhielt mehrere Aufforderungen, nach Berlin zu kommen. Er war jedoch überzeugt, dass es sich bei der Unbekannten, die sich inzwischen Anna Tschaikowski (später Anna Anderson) nannte, nicht um seine Nichte handeln konnte. Sehr wahrscheinlich kannte er den Ermittlungsbericht Nikolai Sokolows, der im Frühjahr 1919 zu dem Ergebnis gekommen war, dass die gesamte Familie ermordet worden war. Die angebliche Anastasia behaupte daraufhin, seine Weigerung, sie als legitime Zarentochter anzuerkennen, geschehe aus böser Absicht und sollte dazu dienen, eigenes Fehlverhalten zu verschleiern. Ihr „Onkel Ernst“ sei während des Kriegs unerlaubt nach Russland gereist, um mit dem Zaren Friedensverhandlungen zu führen; sie habe ihn dort gesehen. 
Gemeinsam mit Pierre Gilliard, dem früheren Hauslehrer der Zarenkinder, ließ Ernst Ludwig Ermittlungen durch einen Detektiv durchführen. Er fand heraus, dass es sich bei der Unbekannten um die seit 1920 als vermisst gemeldete Arbeiterin Franziska Schanzkowski handelte. Vor Gericht gelang es ihm jedoch nicht, dies zu beweisen, da Zeugenaussagen sich als zu vage herausstellten. Pierre Gillard veröffentlichte die Ermittlungsergebnisse und andere Zeugenaussagen 1929 unter dem Titel: La fausse Anastasie. 
Erst 1994 erbrachte ein DNA-Test, den der britische Forensiker Peter Gill durchführte, den Beweis, dass es sich bei der angeblichen Anastasia um kein Familienmitglied der Zarenfamilie handeln konnte. Durch den Vergleich einer Gewebeprobe von Anna Anderson mit der Blutprobe eines Neffen von Franziska Schanzkowski konnte er außerdem nachweisen, dass es sich mit an Sicherheit grenzender Wahrscheinlichkeit um Franziska Schanzkowski handelte.

### Tod
1930 wurde der Großherzog vom Fotografen August Sander porträtiert. Ernst Ludwig hatte sich im Frühjahr 1937 nach einer Grippe eine chronische Lungenentzündung zugezogen. Gepflegt von seiner Gattin Eleonore, starb er am 9. Oktober 1937 an den Folgen der Krankheit in Schloss Wolfsgarten bei Langen. Nach seinem Tod wurde er in Darmstadt beigesetzt, und zwar seinem Wunsch entsprechend nahe seiner Tochter Elisabeth. In der als Gemeinschaftsgrab auf der Rosenhöhe gestalteten Anlage sind auch die aus dem Haus Hessen stammenden Toten des Flugunfalls von Ostende 1937 bestattet.

## Werke (Auswahl)
Ernst Ludwig betätigte sich, zumeist im privaten Kreis, als Autor, Dichter und auch als Komponist, wobei diverse Werke – teils unter Pseudonym – zur Veröffentlichung gelangten. 
Unter dem Pseudonym „E. Mann“ wurde am 19. Dezember 1909 im Hoftheater Darmstadt das Kindertheaterstück Bonifacius aufgeführt. Das bis 1914 sieben Mal aufgeführte Stück stammte aus der Feder des Großherzogs (die Musik stammte von Willem de Haan). Mit Ostern schuf er 1919 (Neuauflage 1921) ein weiteres Theaterstück (unter dem Pseudonym E. K. Ludhard). Die Uraufführung erfolgte am 21. März 1921 am Deutschen Schauspielhaus in Hamburg unter Paul Eger. Der Gedichtband Verse erschien 1917 in Leipzig im Kurt Wolff Verlag: Verse des Grossherzogs Ernst Ludwig von Hessen und bei Rhein, herausgegeben und mit einem Nachwort versehen von Dr. Rainer Hackel, Darmstadt : Justus-von-Liebig-Verlag, 2024, ISBN 978-3-87390-512-2. Darüber hinaus hat er zwei Texte hinterlassen, die nicht für die Veröffentlichung bestimmt waren:
- Eine Autobiografie: Großherzog Ernst Ludwigs Erinnerungen. In: Eckhart G. Franz (Hrsg.): Erinnertes – Aufzeichnungen des letzten Großherzogs Ernst Ludwig von Hessen und bei Rhein. Darmstadt 1983, ISBN 3-7929-0131-5, S. 19–162.
- Thomas Aufleger (Bearb.): Ernst Ludwig Großherzog von Hessen und bei Rhein: Geschehnisse und Menschen - Erinnerungen. Quellen und Forschungen zur Hessischen Geschichte (191), Darmstadt und Marburg 2023, ISBN 978-3-88443-346-1. Die Genese und Rezeption der Erinnerungen Ernst Ludwigs wurde seit 2019 im Auftrag der Hessischen Historischen Kommission Darmstadt erforscht, nachdem die Edition des Jahres 1983 zahlreiche Passagen, die u. a. Aussagen des Großherzogs zur sog. Machtergreifung der Nationalsozialisten enthielten, kommentarlos gestrichen oder durch Umformulierung neutralisiert hatte. Die neue Edition erschien 2023 im Selbstverlag der Hessischen Historischen Kommission und legt diese wichtige Quelle erstmals in vollem Umfang und originalem Wortlaut vor.
- Grundideen eines konstitutionellen Fürsten. In: Eckhart G. Franz (Hrsg.): Erinnertes – Aufzeichnungen des letzten Großherzogs Ernst Ludwig von Hessen und bei Rhein. Darmstadt 1983, ISBN 3-7929-0131-5, S. 163–178.

Er war auch Komponist einer Reihe von kleineren musikalischen Werken, unter anderem der Suite Draußen – Sechs Stimmungen für Klavier, die bei Schott in Mainz verlegt wurde.

## Ehrungen
Ein Gymnasium in Bad Nauheim und eine Grundschule in Worms nennen sich nach ihm „Ernst-Ludwig-Schule“. Der Mainzer Ernst-Ludwig-Platz wurde nach ihm benannt. Zudem tragen in mehreren Städten und Gemeinden im ehemaligen Großherzogtum Straßen seinen Namen. Die Nibelungenbrücke Worms hieß vor dem Zweiten Weltkrieg ebenfalls Ernst-Ludwig-Brücke. Im Jahre 1906 sollte auf der Herchenhainer Höhe ein Ernst-Ludwig-Aussichtsturm errichtet werden; die Investition unterblieb jedoch.
Die Technische Hochschule Darmstadt (heute Technische Universität Darmstadt) verlieh ihm am 6. Juli 1900 die Ehrendoktorwürde (Doktor-Ingenieur). Er hatte der Hochschule zuvor, am 25. November 1899, das Promotionsrecht verliehen. 1918 wurde in seinem Beisein die Ernst-Ludwig-Hochschulgesellschaft gegründet.